# Pirații din Orion
„Pirații din Orion” (titlu original: „The Pirates of Orion”) este primul episod din al doilea sezon (și ultimul) al serialului TV american științifico-fantastic Star Trek: Seria animată și al 17-lea episod în total. A avut premiera la 7 septembrie 1974 pe canalul NBC.
Episodul a fost regizat de Bill Reed după un scenariu de Howard Weinstein.

## Prezentare
Spock suferă de o boală fatală pentru vulcanieni, iar leacul poate fi găsit doar cu ajutorul periculoșilor pirați Orion. 